# Преткутњаци
Класа преткутњака (лат. dentes praemolares) је карактеристична само за сталну дентицију и то су зуби који замењују млечне моларе у денталном луку, између 10. и 12. године живота. По правилу горњи и доњи први преткутњак ничу скоро истовремено, а следе их и други. Заједно са сталним кутњацима они чине групу тзв. бочних зуба – dentes posteriores s. transcanini.
Постоји укупно осам преткутњака, по два у сваком квадранту хуманог зубика:
- први горњи преткутњак - ;
- други горњи преткутњак - ;
- први доњи преткутњак - ;
- други доњи преткутњак - dens praemolaris secundus inferior dexter et sinister.

То су четврти и пети зуб од сагиталне медијалне линије. На основу положаја у зубном луку, а такође и са морфолошког и функционалног аспекта, они се означавају као средњи (интермедијални) и прелазни зуби, између класа очњака и кутњака.
Главна карактеристика преткутњака је појава гризне (оклузалне) површине, са квржично-гребенским и фисурним комплексом. Са вестибуларне стране они, ипак, личе на очњаке и допуњују их у функцији (кидање хране), али захваљујући присуству гризне површине активно подржавају и моларе у млевењу хране током мастикације. На гризној површини су обично присутне две квржице (па се називају бикуспиди), али неки чланови класе имају и три квржице.

## Горњи преткутњаци
Горњи премолари су међусобно слични, нарочито са букалног аспекта. Ипак, први зуб увек показује обрнут знак угла и лука и обично две коренске гране (букалну и палатиналну), док други преткутњак има правилне топографско-анатомске знаке и само један корен. Први преткутњак је у целости већи од другог, а круне су им шире вестибуло-орално него мезио-дистално. За разлику од бочних зуба доње вилице, они немају лингвални нагиб круне и увек имају по две добро развијене квржице.
Карактеристично за горње премоларе је да су постављени медијално у односу на тангенту која додирује вестибуларне површине очњака и молара.
При благо отвореним устима уочава се троугласти простор између вестибуларних површина горњих очњака, премолара и углова усна. Он се назива букални коридор и веома је важан са становишта естетике и физиогномије зубика и целог орофацијалног система.

## Доњи преткутњаци
Доњи премолари су међусобно мање слични, у поређењу са горњим. Први преткутњак има слабо развијену оралну квржицу (која личи на цингулум), па у функцији углавном допуњује очњак (кидање хране), док други преткутњак има чак три квржице и потпомаже моларе у току жвакања.
Оба зуба имају лингвални нагиб круне, а први показује и лингвални нагиб ивичних гребенова. Нагиб круне доприноси континуитету облика доњег зубног лука.

## Оклузална (гризна) површина
Оклузални рељеф преткутњака чине позитивни елементи (квржице и гребенови) и негативни елементи (бразде и јамице). Сваки од њих има своју улогу у процесу жвакања и у очувању стабилности оклузије.
Највећи део оклузалне површине заузимају квржице и обично су присутне две (букална и орална), осим код доњег другог премолара. То су куполике формације на којима се разликују: врх, четири гребена (мезијални, дистални, унутрашњи и спољни троугласти гребен) и четири косе површине. Мезијални и дистални гребен се пружају бочно од врха квржице и спајају са ивичним гребеновима. Унутрашњи троугласти (триангуларни) гребен је најмасивнији и пружа се од врха квржице до централне бразде, а спољни се завршава у највећем конвекситету букалне и оралне површине зуба.
Линеарне елевације глеђи на проксималним деловима гризне површине су ивични (маргинални) гребенови, који ограничавају ову површину са мезијалне и дисталне стране. Обично су код горњих бочних зуба нормални на осу зуба, а код доњих имају благ лингвални нагиб.
У фисурном комплеску гризне површине главно место заузима централна развојна бразда, која се пружа у мезио-дисталном правцу и раздваја квржице. На проксималним странама она се улива у триангуларне јаме. Свака јама садржи: јамицу (лат. fossula) која се налази у дубини јаме, букалну и лингвалну бразду.
Оклузална површина се може у функцијском смислу поделити на унутрашње и спољашње оклузално поље. Унутрашње поље (оклузални плато, анатомску гризну површину) ограничавају сагитални (бочни) квржични гребенови и оклузалне (слободне) ивице маргиналних гребенова, и јасно га одвајају од спољашњег. На спољашњем оклузалном пољу у оклузији учествује само једно мало подручје, које се назива функционални спољни аспект. Заједно они чине функционалну гризну површину.